# Szexmentes házasság

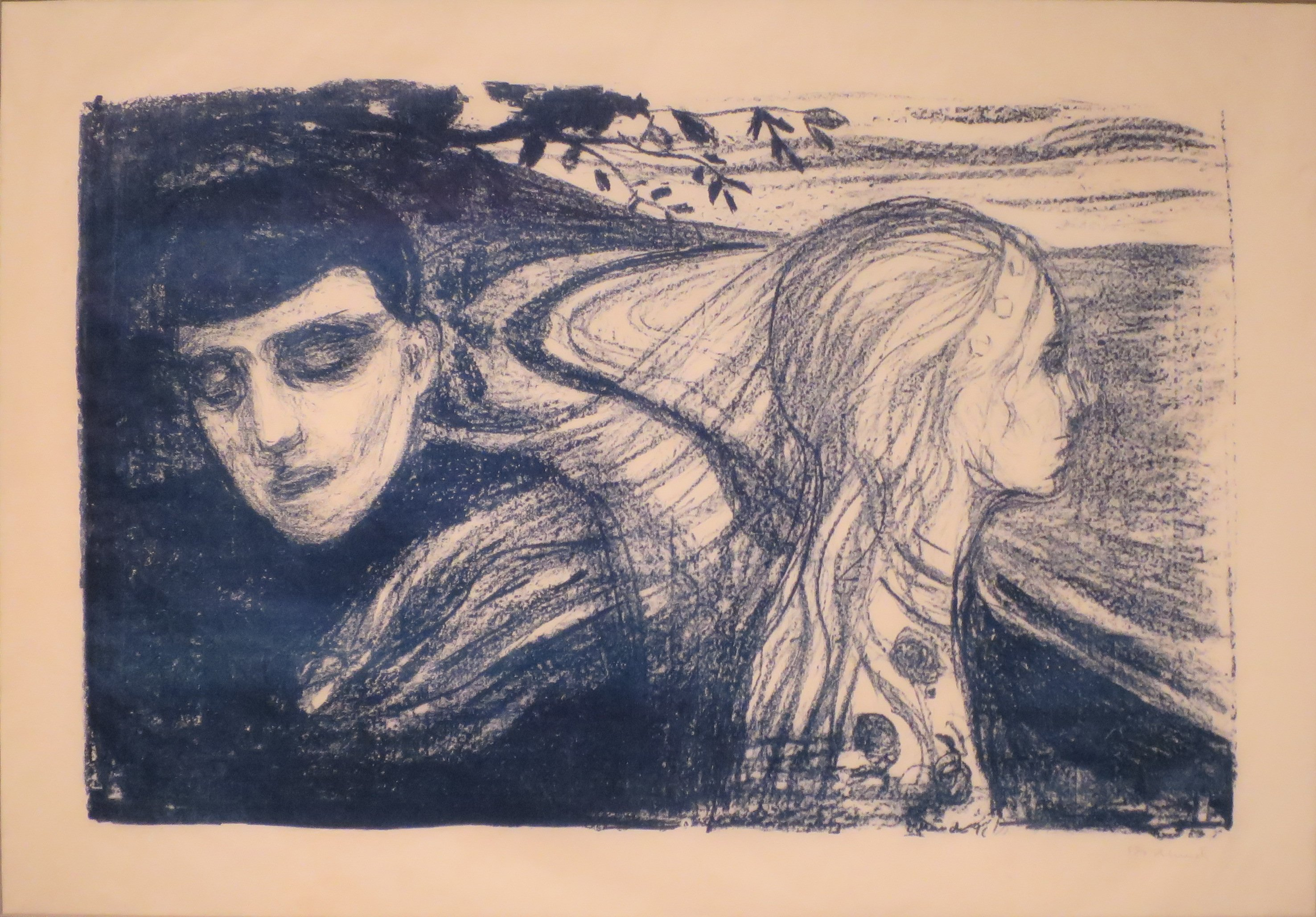
Ez az 1896-os Edvard Munch litográfia egy különálló párt ábrázol.

A szexmentes házasság olyan házassági kapcsolat, amelyben a két házastárs között alig vagy egyáltalán nem zajlik szexuális tevékenység. Az Amerikai Egyesült Államok 1992-es Nemzeti Egészségügyi és Szociális Életfelmérése szerint a házas válaszadók 2%-a nem számolt be szexuális intimitásról az elmúlt évből. A szexmentes házasság definícióját gyakran kibővítik olyanokkal, amelyekben a szexuális intimitás évente kevesebb mint tízszer fordul elő, és ebben az esetben a Nemzeti Egészségügyi és Szociális Életkutatásban részt vevő párok 20 százaléka tartozik ebbe a kategóriába. A Newsweek magazin becslése szerint a párok 15-20 százaléka szexmentes kapcsolatban él. Tanulmányok azt mutatják, hogy az 50 év alatti házas népesség legfeljebb 10%-a nem élt át szexet az elmúlt évben. Ezenfelül kevesebb, mint 20% számolt be arról, hogy évente néhányszor, vagy akár havonta szexelnek 40 éves kor alatt.
A házasság felbontásának oka lehet a házasélet megszűnése.

## Okok
A szexmentes-házasságok idővel számos lehetséges ok miatt alakulhatnak ki. Tina Tessina pszichoterapeuta szerint "A szexmentes-házasságok leggyakoribb okai (azok), hogy az egyik partner túl sokszor bántotta meg vagy utasította vissza partnerét; az egyikük túl elfoglalt vagy elhanyagolt; vagy egyiküknek vagy mindkét partnernek kommunikációs problémái vannak." Judith Steinhart klinikai szexológus megjegyzi, hogy" A házasság problémái (például) a bizalom hiánya, a szorongás, a félreértések. A gyermekek miatti nyomás is befolyásolhatja a pár szexuális szokásait."
Egyes párok szexmentes házasságokat köthetnek, mert eltérő a munkarendjük vagy elfoglalt az életük. A gyermekes pároknál, különösen a kisgyermekesek számára a gyermekvállalás és a gyermeknevelés követelményei stresszhez és kimerültséghez vezethetnek. A fáradtság vagy kimerültség más okokból is származhat, például krónikus a fáradtság szindrómából.
A házasságtörés kétféleképpen vezethet szexmentes házassághoz: ez azt okozhatja, hogy a megcsalást folytató partner csökkent szexuális érdeklődéssel fordul házastársa iránt, és ha a megcsalást felfedezik, az "ártatlan" házastárs megtagadhatja az intim együttléteket a párjával.
A szexuális idegenkedés vagy "a szexuális vágy alacsony szintje" magában foglalja a szexuális vitalitás hiányát az életkor, a korábbi trauma, a partnerek inkompatibilis szexuális orientációja miatt, vagy egyszerűen azt, hogy az egyik házastárs elveszíti szexuális érdeklődését társa iránt.
A szexuális diszfunkció vagy a szexuális aktus bármely szakaszában jelentkező nehézség magában foglalja, de nem kizárólag, a súlyos vaginizmust vagy a merevedési rendellenességeket, valamint a gyógyszeres kezelés vagy az illegális drogok mellékhatásaként fellépő érzések, vágy vagy képesség elérését az orgazmus elérésére. Néhány antidepresszáns gyógyszer, például az SSRI, nehézséget okozhat az erekció vagy az orgazmus elérésében. A szexmentes házasságokat a terhesség utáni problémák és a hormonális egyensúlyhiány, vagy az egyik- vagy mindkét partner betegsége okozhatja, amely befolyásolja a fizikai vagy pszichológiai szexualitást (például egyik vagy mindkét partner klinikai depressziója). Bizonyos endokrin gyógyszerek, amelyeket prosztatarák kezelésére használnak ciszexuális férfiaknál, és hogy megakadályozzák a transznemű férfi-nő serdülőkorúak pubertását, például androgén blokkolók, szexuális diszfunkciókat okozhatnak vagy súlyosbíthatnak.
A házasság akkor is szexmentes lehet, ha az egyik vagy mindkét partner aszexuális, vagy ha a pár kölcsönösen beleegyezik abba, hogy vallási elvek, a nemi úton terjedő betegségek elkerülése, a kapcsolat platonikus alapja vagy a fogantatás elkerülése céljából tartózkodik a szextől.
A szexmentes házasságok további okai a kapcsolatokban tapasztalható ellenérzések, amelyek a feladatok, a felelősség (erkölcsi, szellemi és vallási) egyensúlyhiányából adódnak; összeegyeztethetetlen ideális, spirituális, erkölcsi és viselkedési szempontok.
Néhány krónikus házassági konfliktus állandó ellenséges állapotot generálhat, amely megakadályozza vagy blokkolja a szexuális kifejezést. Általában az a partner viselkedik passzívan agresszív módon, aki blokkolja a nemi közösülést egy másiktól kapott képzeletbeli- vagy valós enyhe csekélységért. A partner ekkor neheztelést érez a szexuális kommunikáció iránti érdeklődést elvesztő partner észlelt elutasítása miatt.
A magány, a harag és az önbecsülés csökkenése normális reakció, ha az ember szexuális szükségleteit nem kapja meg a partnere elutasítása miatt.
Egyes párok házasságot kizárólag jogi célokból vagy adókedvezmények, azaz köznyelvben érdekházasság miatt kötnek. Például az Egyesült Államokban a házastárs zöldkártyára jogosult, ha amerikai állampolgárral vagy állandó lakossal házasodik össze. A "házasságkötés" másik oka a levendula házasság, amely elrejti az egyik vagy mindkét házastárs homoszexuális vagy biszexuális orientációját.
A szokás is fontos tényező lehet. A szex gyakorisága idővel csökken, különösen 1-2 év házasság után. A szex ugyanazzal a személlyel állandóan, azonos módon zajlik, az újdonság és az érdeklődés elveszhet, és a rutin kezd dominálni.